# Curzay-sur-Vonne
Curzay-sur-Vonne település Franciaországban, Vienne megyében. Lakosainak száma 374 fő (2022. január 1.). Curzay-sur-Vonne Jazeneuil, Rouillé, Sanxay és Boivre-la-Vallée községekkel határos.

## Népesség
A település népességének változása:
| Lakosok száma | 438  | 423  | 426  | 410  | 398  | 387  | 383  | 378  | 374  |
|               | 2013 | 2015 | 2016 | 2017 | 2018 | 2019 | 2020 | 2021 | 2022 |